# Lethe siderae
Lethe siderae är en fjärilsart som beskrevs av Marshall 1880. Lethe siderae ingår i släktet Lethe och familjen praktfjärilar. Inga underarter finns listade i Catalogue of Life.